# モン語

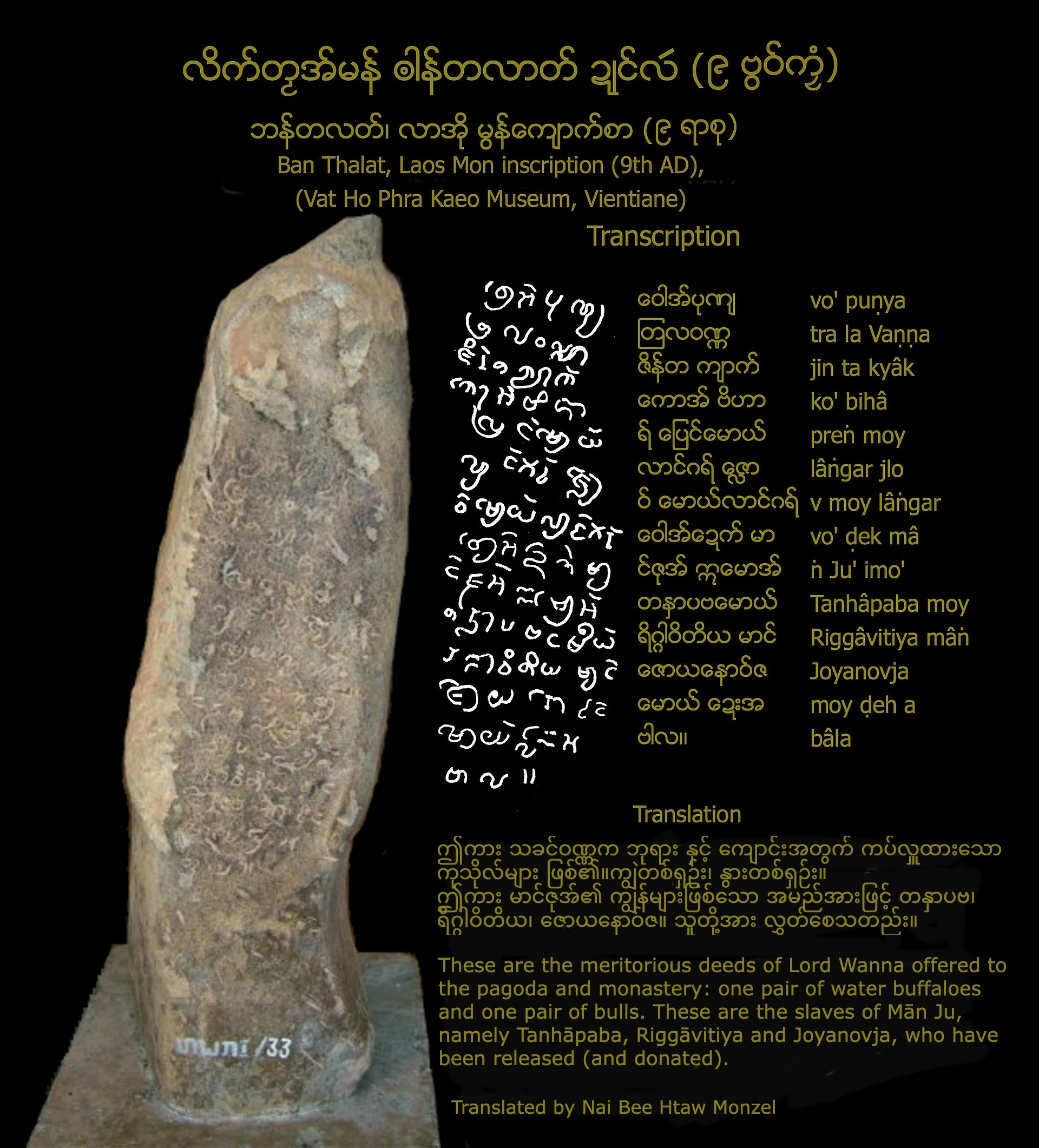
バンタラットモン碑文、ラオス

モン語（モンご; 英: Mon; タイのパークレット郡クリアン方言における呼称: ဘာသာမန် [pʰɛ̤əsa mo̤n]）は、オーストロアジア語族に属する言語である。話者はミャンマーおよびタイの両国に暮らすモン人である。表記に用いられるのはビルマ文字（ただし一部ビルマ語とは異なる文字が見られる）である（参照: #正書法）。特徴の一つは同じ語族のクメール語などと同様にレジスターという子音のグループ分けが見られる点である（参照: #音韻論）。語順はSVOに分類される（参照: #統語論）。
オーストロアジア語族の研究においては慣習的にモン・クメール語派という括りが用いられてきたが、これを語派として認めない分類も試みられるようになりつつある（詳細は当該「語派」の記事およびオーストロアジア語族#下位分類を参照）。

## 言語名別称
Mun とも呼ぶが、ビルマ語ではモン人を မွန်(လူမျိုး)（ALA-LC翻字法: Mvanʻ (lū myui")、IPA: /mʊ̀ɰ̃ (lùmjó)/ ムン(・ルーミョー)）、モン語を မွန်ဘာသာစကား（ALA-LC翻字法: Mvanʻ bhāsā ca kā"、IPA: [mʊ̀m bàd̪à zəgá] ムン・バーダーザガー）という。19世紀には Peguan language〈ペグーの言語〉の名で英語文献による言及例が存在する。 
またチャンスィッターの新王宮（西暦1102年建造と推定されている）の碑文には民族名として rmeñ（Shorto (1971): /rmɔɲ/）というものが見える。
ほかに Aleng、Mou、Raman、Rman、Rmen、Takanoon、Taleng、Teguan といった別名も存在する。

## 話される地域
ミャンマーとタイに話者がいる。両国に推定100万人近くの話者がいるが大部分はミャンマー南部に集中しており、タイには中部に数える程度の共同体が存在するぐらいである。ミャンマーではモン州とカイン州、さらにはタニンダーリ地方域北部でも話されている。タイでは中部のカーンチャナブリー県・パトゥムターニー県・ラーチャブリー県・サムットサーコーン県・ナコーンパトム県にいるとされるが、北部のラムプーン県にも話者がいて学術調査の対象となったことがある。
ミャンマーでは複数の共同体でバイリンガル化が進行してはいるものの依然安定して使用されている。軍事政権の時代にはモン語の使用に対して弾圧が加えられていた（参照: #歴史）ものの、後に学校での使用が公的に認められるようになり、初等教育から高校まで全てモン語で行うカリキュラムも行われている。
一方タイのモン共同体の大半では既に第一言語がモン語からタイ語に移り変わっていてモン語は安泰とはいえない状況であり、流暢に話すことが可能である話者たちも2015年までの時点でほぼ60代を超えてしまっている。

## 方言
モン語に標準語というものは存在せず、音韻や語彙の差の激しい方言がいくつも存在するのみである。ある村とほかの村同士どころか小村とほかの小村同士でも何らかの方言差が存在する。ただしどの方言が話される地域でも「読み用の発音」というものが通用する（後述）。モン語に関わる書き手たちの多くはモン語をバゴー方言（Pegu; 北部方言）とモッタマ方言（Martaban; 南部方言）と大別する見解で一致しているが、関係疑問詞 rao の発音の違いから前者を「モン・ロ」（Mon Ro）、後者を「モン・ラオ」（Mon Rao）とも呼ぶ。Ethnologue 第18版ではモッタマ・モーラミャイン方言（Martaban-Moulmein）、バゴー方言、イェー方言（Ye）の3つが存在するとされている。
ミャンマーのモン語とタイのモン語との大きな差異は借用語や翻訳借用語に見られる。
なおタイで話されているニャークル語（Nyah Kur）もモン語の方言として扱われている場合があるが別個の言語として扱う向きもあり、ISO 639-3コードはモン語とは異なるもの（[cbn]）が割り当てられ、表記もタイ文字により行われる。

### 「読み用の発音」
モン語では様々な方言の話される地域を跨いで「読み用の発音」（英: reading pronunciation）とでも呼べる口語よりも綴り通りの文語に近いものが通用し、僧侶による読誦の際やその他正式な場面、また現代音楽においても用いられる。決して自然な口語ではないものの、これを権威がある発音と捉えるモン人たちも存在し、地元の方言に対してはっきりした発音であると考えられている。「読み用の発音」と自然な口語との差はたとえば以下のようなものが存在する。
| 文語    | 「読み用の発音」                             | 口語     | 語釈                |
| ------- | -------------------------------------------- | -------- | ------------------- |
| သၟိၚ် smiṅ | /səmoɲ/                                      | /hmoɲ/   | 王                  |
| သ္ၚိ sṅi  | /səŋɒəʔ/ というものも存在するが普通は /hɒəʔ/ | /hɒəʔ/   | 家                  |
| တၠ tla   | /təlaʔ/                                      | /kəlaʔ/  | 主人                |
| လ္ပ lpa  | /ləpaʔ/                                      | /paʔ/    | …するな             |
| ပ္ဍဲ pḍay | /pəɗɔə/                                      | /ɗɔə/    | 〔場所の前置詞〕…に |
| ဇကု jaku | /cəkaoʔ/                                     | /həkaoʔ/ | 身体、自身          |

## 歴史
モン語はミャゼーディー碑文（1112年頃）にもパーリ語・ピュー語・ビルマ語と共に記されているほど書き言葉としての伝統を持つ言語である。
ミャンマー（ビルマ）においてはウー・ヌが選出した民政により1950年代後半から60年代前半の間はモン人の文化・政治自由が許容されていたが、1962年からは軍事政権によりモンのアイデンティティーが直接的な迫害にさらされるようになる。モン語の授業は州の学校では禁止され、極限まで非政治的なものでない限りはあらゆる文化的な祝賀行事でさえもが抑圧されるまでになっている。1960年代中頃からは州の学校体制や官僚制がモン語の存在自体を無視するようになるが、ミャンマー国内外の学者たちがモン語の研究を行っている（国内に関しては言語学者・歴史家であったナイ・パンフラ博士 (နိုင်ပန်းလှ) が挙げられる）。ミャンマーの中央政府との間で抗争を続けてきた新モン州党（NMSP）は1990年代中頃から自分たちの学校制度を発展させ、2001年時点までに党の教育課は148のモン民族学校（英: Mon National Schools）と217の「混成学校」（政府系の学校で放課後にモン語を非公式に教える活動）をやりくりしていた。NMSPが政府と停戦協定を交わした1995年頃、州の教育セクターは授業料が比較的高い上にモン語の使用を制限していたこともあり、多くの村でNMSPが敷いた教育体制よりも強い人気を得ることはできなかった。

## 正書法
モン語は東南アジアの言語で最も早い段階で書き言葉が存在するものの一つである。モン人の文字記録は中部タイで発見された5世紀のものとされる石柱の碑文が最も古いがこれはグランタ文字の流れを汲むものであり、初期のチャンパやジャワ文字とほぼ同じである。後期モン文字も丸みを帯びた形であったが、ビルマ人が自分たちの言語を書き表すためにモン文字を採用して以降は現在の円を基調とした特異な形となっていった（参照: ビルマ文字）。ミャンマーの歴史においてモン・シャン・ビルマの三つ巴の抗争の果てビルマ人が覇者となった結果、モン人含めミャンマー国内のあらゆる民族集団がビルマ人の文字を模範とするようになり、本来モン語のためにあった文字の方がビルマ文字を模したものに変質するという逆転現象が起きている。
文字の体系はアブギダである。

### 子音字
以下が子音字の一覧である。ラテン文字で記されているのは左側が他のインド系文字との対応、右側が母音記号なしの場合の発音であるが、インド系文字で有声音であった文字が元から無声音の文字と異なる母音となっている傾向に関してはレジスターという概念が関係している（詳細は#レジスターにて）。
| က ka, /kaʔ/ | ခ kha, /khaʔ/ | ဂ ga, /kɛ̤ʔ/ | ဃ gha, /khɛ̤ʔ/ | ၚ ṅa, /ŋɛ̤ʔ/  |
| စ ca, /caʔ/ | ဆ cha, /chaʔ/ | ဇ ja, /cɛ̤ʔ/ | ၛ jha, /chɛ̤ʔ/ | ည ña, /ɲɛ̤ʔ/  |
| ဋ ṭa, /taʔ/ | ဌ ṭha, /thaʔ/ | ဍ ḍa, /ɗaʔ/ | ဎ ḍha, /thɛ̤ʔ/ | ဏ ṇa, /naʔ/  |
| တ ta, /taʔ/ | ထ tha, /thaʔ/ | ဒ da, /tɛ̤ʔ/ | ဓ dha, /thɛ̤ʔ/ | န na, /nɛ̤ʔ/  |
| ပ pa, /paʔ/ | ဖ pha, /phaʔ/ | ဗ ba, /pɛ̤ʔ/ | ဘ bha, /phɛ̤ʔ/ | မ ma, /mɛ̤ʔ/  |
| ယ ya, /jɛ̤ʔ/ | ရ ra, /rɛ̤ʔ/   | လ la, /lɛ̤ʔ/ | ဝ wa, /wɛ̤ʔ/   | သ sa, /saʔ/  |
| ဟ ha, /haʔ/ | ဠ ḷa, /laʔ/   | ၜ ḅa, /ɓaʔ/ | အ ʔa, /ʔaʔ/   | ၝ mba, /ɓɛ̤ʔ/ |

現代モン語の正書法は中期モン語の時代にまで遡るが、この中期モン語以降から閉鎖音が全体的に無声化していった。

#### 介子音
一部の子音字には前の別の子音字につく介子音としての形も存在する。それは以下の通りである。
| 介子音 | 対応する子音字 | 音価 | 使用例                |
| ------ | -------------- | ---- | --------------------- |
| ္ၚ      | ၚ              | /ŋ/  | တ္ၚဲ tṅay /ŋu/〈日〉    |
| ၞ       | န              | /n/  | တၞံ tnaṁ /nɔm/〈植物〉  |
| ၟ       | မ              | /m/  | သၟိၚ် smiṅ /hmoɲ/〈王〉  |
| ျ       | ယ              | /j/  | ဖျာ phyā /phja/〈市場〉 |
| ြ       | ရ              | /r/  | ခြာ khrā /khra/         |
| ၠ       | လ              | /l/  | ကၠ kla /klaʔ/〈虎〉    |
| ွ       | ဝ              | /w/  | ကွာ kwā /kwa/           |
| ှ       | ဟ              | /h/  | မှာ mhā /hma/〈誤る〉   |

### 母音字
母音字および母音記号は以下の通りで、母音字は音節最初に用いられる形であるものの用いられる場合の多くはインド起源の借用語であり、モン語固有の語に標準的に見られる訳ではない。以下に示す通り一応ラテン文字による転写は存在するが、仮に同じ母音記号が使われるとしても、音節最初の子音のレジスターの違いや音節末の子音字の違いにより実際の母音の発音は多種多様に変化する（参照: #レジスター）。
| 母音字 | 母音記号 | ラテン文字転写            |
| ------ | -------- | ------------------------- |
| အ      |          | a                         |
| အာ      | ာ         | ā                         |
| ဣ      | ိ         | i                         |
| ဣဳ      | ဳ         | ī                         |
| ဥ      | ု         | u                         |
| ဥူ      | ူ         | ū                         |
| ဨ      | ေ, ဵ       | e                         |
| ဩ      | ော         | o                         |
| အဲ      | ဲ         | ay                        |
| အဴ      | ဴ         | au                        |
| အံ      | ံ         | aṁ                        |
| အး      | း         | aḥ                        |
| အဵု      | ို         | ui (iu); ə (Jenny (2019)) |

ただし上の表のうち ံ aṁ が用いられる語には、実際には /ʔ/ で終わる ဂွံ〈(…し)得る〉や /h/ で終わる တြုံ〈男、夫〉のような例もあり、Jenny (2005:176, 280) では前者は gwaʼ、後者は truĥ と転写されている。
なお ိ i と ု u を組み合わせた ို（ラテン文字転写は Diffloth (1984) や Jenny (2005, 2015) の文語モン語に関しては ui あるいは iu だが Jenny (2019) では ə と改められている）というものも見られるが、これは実際には ဂစိုတ် gacət〈殺す〉、လီု ləṁ〈駄目〉、ကၠဵု kləw〈犬〉のように必ず末子音などの要素を伴う。
そして上の表に示した母音記号のうち ဲ ay や ံ aṁ は他の母音記号と組み合わせて用いられる場合が存在する（例: နာဲ nāy〈「氏」にあたる敬称〉、ၚုဲ ṅuy〈エビ〉、လောဲ loy〈易しい〉、ပိုဲ pəy〈私たち〉; ချာံ khyāṁ〈風邪〉、ပုံ puṁ〈話〉、ဂစေံ gaceṁ〈鳥〉、တောံ toṁ〈煮る、蒸留する〉）。
|    | ဲ ay | ံ aṁ |
| -- | --- | --- |
| ာ ā | ာဲ āy | ာံ āṁ |
| ု u | ုဲ uy | ုံ uṁ |
| ေ e | ေဲ ey | ေံ eṁ |
| ော o | ောဲ oy | ောံ oṁ |
| ို ə | ိုဲ əy |     |

また一部の綴りには省略した書き方が存在し、以下はその例である。
- ကောက် kok → ကော်〈呼ぶ〉
- ကိုဝ် kəw → ကဵု〈与える〉
- ကိုမ် kəm → ကီု kəṁ
- ဂဟ် gah → ဂှ်〈それ、その;〔日本語の「は」にあたる助詞〕〉
- တိမ်[注 6] tim → တီ tiṁ
- သၟိၚ် smiṅ → သၟီ smiṁ〈王〉

## 音韻論

### 音節構造
モン語固有の語はほとんどが単音節語であり、これに中立母音 /ə/ と限られた子音の組み合わせでできた前音節がつくことが多い。どの音節も最低でも1種類の子音で始めなければならず、音節末に子音が現れる場合は k・c・t・p・ŋ・ɲ・n・m・j・h・ʔ の中のどれか1種類が上限である。子音連結は音節の始めにだけ現れ得るが介子音として使用できるのは /j, r, l, w/ のみで、軟口蓋閉鎖音 /k, kh/ と唇閉鎖音 /p, ph/ のみが音節最初の子音として現れ得るが、ここまで挙げた組み合わせ全てが可能というわけではない。有り得る組み合わせは /kj, kr, kl, kw, khj, khr, khl, khw, pj, pr, pl, phj, phr, phl/ であり、このうち /kj/ は多少の方言で /c/、/khj/ は多くの方言で /ch/ と合流し、/khw/ は一部の話者の発音では /hw/ と合流して [f] として現れる。なお、ビルマ語からの借用語にのみ /mj-/ が見られる場合がある。左記の組み合わせ以外の音素同士に関しては、たとえ正書法の上では組み合わせて記されていたとしても実際には1番目の子音が前音節となり「/k/・/t/・/p/・/h/ のうちいずれか + /ə/」となるか、発音自体されないという傾向が見られる。たとえば ဗ္တဳ〈砂〉という語は綴り通りにラテン文字転写すれば btī となるが、ミャンマーのモーラミャインの南にあるコッドト村（Koʼ Dot）やミャンマー・タイ両国国境地帯のサンクラブリーの口語では /hətɔə/ という発音となる。また#「読み用の発音」で挙げた例も参照されたい。

### 分節音素

#### 子音
語頭に立ち得る子音は以下の通りであるが、この中には借用語（大半はビルマ語由来）にのみ見られるものも存在する。有気化が無声閉鎖音だけでなく鼻音と流音にも現れるのがモン語の特色であるが、少なくとも現代モン語の祖語であるドヴァーラヴァティーの古モン語には入破音（/ɓ/、/ɗ/）が存在していたと考えられる。モン語で見られる正真正銘の有声閉鎖音は /ɗ/ と /ɓ/ 入破音の2種類のみであり、/b, d, ɡ/ といったものは見られない。有気音 /hw/ はかなりの頻度で f として発音されるが、あくまでもモン語の音素としては /f/ は存在しない。
|                | 唇音    | 歯茎音  | 硬口蓋音      | 軟口蓋音 | 声門音 |
| -------------- | ------- | ------- | ------------- | -------- | ------ |
| 無声無気閉鎖音 | p       | t       | c [cᶝ, tɕ]    | k        | ʔ      |
| 無声有気閉鎖音 | ph [pʰ] | th [tʰ] | ch [cᶝʰ, tɕʰ] | kh [kʰ]  |        |
| 入破音         | ɓ       | ɗ       |               |          |        |
| 摩擦音         |         | s       | ɕ             |          | h      |
| 鼻音           | m       | n       | ɲ             | ŋ        |        |
| 有気鼻音       | hm [m̥]  | hn [n̥]  | hɲ [ɲ̊]        |          |        |
| ふるえ音       |         | r       |               |          |        |
| 接近音         | w       | l       | j             |          |        |
| 有気接近音     | hw [w̥]  | hl [l̥]  |               |          |        |

#### 母音
母音は以下の通りである。
|          | 前舌母音 |    | 中舌母音 |   | 後舌母音 |
| -------- | -------- | -- | -------- | - | -------- |
| 狭母音   | i        |    |          |   | u        |
| 中央母音 | e        |    | ɤ        |   | o        |
| 半広母音 | ɛ        |    | ə        |   | ɔ        |
| 広母音   |          | ɑ  |          | ɒ |          |
| 二重母音 | iə       | uə | ɒə       |   |          |
| 二重母音 | eə       | oə | ao       |   |          |
| 二重母音 | ɛə       | ɔə |          |   |          |

### 超分節音素

#### レジスター
モン語には2種類のレジスター（英: register）がはっきり認められる。レジスターの呼称はモン語では သာ sa〈軽い〉対 သ္ဇိုၚ် sɒ̤ɲ〈重い〉という呼び方の対比が見られるが、欧米の文献ではしばしば "clear" な声と "breathy" な声という言い回しをされてきた。「軽い」レジスターは語頭の子音が
1. 歴史的に元から無声音であったもの
2. 入破音（声門化音）の ɓ と ɗ（ʔ や h も同様）であるもの
3. 有気鼻音 hm・hn・hɲ であるもの
4. 有気接近音 hw・hl であるもの

のことである。一方の「重い」レジスターは語頭の子音が本来は有声音であったものであるが、これは息もれ声（英: breathiness）と低いピッチを伴って発音される。母音記号ごとのレジスターは以下の通りである。なお一部は#母音字における母音要素の紹介と内容が重複するが、今回は母音記号が子音字 က と結びついた場合の形を紹介する。どの子音字がどちらのレジスターに該当するのかは#子音字の一覧を参照されたい。
| 母音字                        | က + 母音記号                  | 文語                            | 口語  | モン語名                     | 「軽い」レジスター | 「重い」レジスター |
| ----------------------------- | ----------------------------- | ------------------------------- | ----- | ---------------------------- | ------------------ | ------------------ |
| အ                             | က                             | ka                              | /kaʔ/ |                              | /aʔ, ɔ, ɛ/         | /ɛ̤ʔ, ɔ̤, ɛ̤/         |
| အာ                             | ကာ                             | kā                              | /ka/  | /ʔəna tɔə/                   | /a/                | /ɛ̤ə/               |
| ဣ                             | ကိ                             | ki                              | /kiʔ/ | /hərɒəʔ ɗɒp/                 | /i, ɒəʔ/           | /i̤/                |
| ဣဳ                             | ကဳ                             | kī                              | /ki/  | /rɛ̤ə to̤/                     | /i, ɒə/            | /i̤/                |
| ဥ                             | ကု                             | ku                              | /kuʔ/ | /həcɛ̤k ca̤ŋ mṳə/              | /u, aoʔ/           | /ṳ/                |
| ဥူ                             | ကူ                             | kū                              | /ku/  | /həcɛ̤k ca̤ŋ ɓa/               | /u, ao/            | /ṳ/                |
| ဨ                             | ကေ                             | ke                              | /ke/  | /həwej mṳ/                   | /e, ɛ, ej/         | /e̤, ɛ̤, e̤j/         |
| အဲ                             | ကဲ                             | kay                             | /kɔə/ | /həwɔə plɔn/                 | /ɔə, uə/           | /ɔ̤ə, ṳə/           |
| အဴ                             | ကဴ                             | kau                             | /kao/ | /ʔəle̤ə ɗɒp/                  | /ao/               | /e̤ə/               |
| ဩ                             | ကော                             | ko                              | /kao/ | /həwao na tɔə/               | /ao/               | /ɤ̤, o̤/             |
| အို（後に必ず末子音などを伴う） | ကို（後に必ず末子音などを伴う） | kui (Jenny (2019)式であれば kə) | /kɒ/  | /həcɛ̤k ca̤ŋ mṳə - hərɒəʔ ɗɒp/ | /ɒ, ɤ/             | /ɤ̤/                |
| အံ                             | ကံ                             | kaṁ                             | /kɔm/ | /hənɔm ɗɒp/                  | /ɔm, ɔʔ/           | /ɔ̤m, ɔ̤ʔ/           |
| အး                             | ကး                             | kaḥ                             | /kah/ | /hərah ɗɒp/                  | /ah/               | /ɛ̤h/               |

「重い」レジスターの発音を表記する際 Shorto (1962)・Bauer (1982)・坂本 (1994)・Sujaritlak Deepadung (1996)・Jenny (2005, 2015, 2019) といった文献ではアクサングラーヴ（たとえば a を素体とした場合に à に見られる "̀"）が用いられ、左記の5名全員が ဗြာတ်〈バナナ〉の発音を pràt と表しているが、IPAにおいてアクサングラーヴは低平調を表すためのものである。その一方、Diffloth (1984:90) は下付きのトレマを用いて pra̤t と表している。実はIPAでは息もれ声を表記する記号として下付きトレマが存在するが、これが国際音声学会の審議会により制定されたのは1975年から1976年6月までのある時期においてのことである。Diffloth (1984:344) がIPAの記法に従った旨を明記している一方で、Jenny (2019:282) は「モン語は声調言語ではない」、「ピッチは特にエリシテーション時の発音には含まれ得るものの、両レジスターの主な特徴は発声のタイプである」、「第2レジスター[「重い」レジスターのこと]はゆるみ音性の (英: lax) 発音と息もれで、それが特定の音節中に見られることによって特徴づけられ」、「これ[第2レジスターもしくは息もれのこと]はよく低めのピッチと共に現れるが、この低めのピッチは音韻的なものではない」と述べ、声調が「重い」レジスターの特徴の主要要素ではないと明言しつつも、下付きトレマが息もれ声用の記号としてIPAに追加されるよりも前の著作である Shorto (1962) に則ってアクサングラーヴを用いた旨を記している。

## 文法

### 形態論
Dryer (2013) は「屈折形態論における接頭と接頭の対立」と題して960を超える言語の比較を行っているが、モン語に関しては Bauer (1982:passim) を根拠として接辞がほとんどつかない言語であるとしている。

### 統語論

#### 語順

##### 句
代名詞は名詞のサブクラスであり、所有される名詞の後ろにそのまま名詞を置けば所有構文として成立する。たとえば〈私のナイフ〉と言いたい場合には ၜုန် /ɓun/〈ナイフ〉の後ろに အဲ /ʔoa/〈私〉を置いて ၜုန်အဲ /ɓun ʔoa/ とすれば良い。また ဂြၚ်စိၚ် /kre̤aŋ coɲ/ は〈象牙〉を表す複合語であるが ဂြၚ် /kre̤aŋ/ が〈角〉、စိၚ် /coiŋ~coɲ/ が〈象〉を表し、文字通りには〈象の角〉という意味の表現である。古モン語の場合も同様であるが、moʔ (あるいは mu)〈何〉で修飾を行う場合は修飾される名詞の方が後ろへ行く（例: moʔ kāl〈何時〉）。
他動詞を用いる場合はクメール語やタイ語と同様に語順は厳格で、主語として機能する名詞が動詞よりも先に来てその後に直接目的語がくる。つまりSVO型言語であると見做せる。

## 他言語への影響
ビルマ語にはモン語からの借用語が見られる。たとえばビルマ語では〈魚〉のことは普通 ငါး [ŋá] ンガー というが、他に က [ka̰] カ というモン語 က /kaʔ/ からの借用語も存在し、モン語の場合もビルマ語の場合も複数の魚の名を表す語の最初の要素として見られる。